# Umbrías
Umbrías è un comune spagnolo di 157 abitanti situato nella comunità autonoma di Castiglia e León.